# Stavanger
Stavanger este un oraș în vestul Norvegiei, în fylke (provincia) Rogaland. Stavanger este cel de-al patrulea cel mai mare oraș din Norvegia.
Atestat încă din anul 1125, el este considerat atât un important centru industrial (fiind supranumit Capitala Petrolieră a Norvegiei), cât și universitar și cultural (fiind desemnat Capitală europeană a culturii în anul 2008).
Din punct de vedere muzical, este cunoscut ca orașul care a dat naștere unor formații influente de gothic metal, printre care Tristania, Sirenia și Theatre of Tragedy. De asemenea, este gazda unor festivale anuale de muzică clasică și jazz.

## Personalități născute aici
- Jan Groth (n. 1938), artist plastic.